# Église Saint-Maixent de Souché
L'église Saint-Maixent est une église catholique de Niort dans les Deux-Sèvres. C'était l'église paroissiale du village de Souché rattaché à la commune de Niort en 1964. Elle dépend aujourd'hui pour le culte de la paroisse Saint-Pierre-et-Paul de Niort du diocèse de Poitiers. Elle est dédiée à saint Maixent (appelé aussi saint Maxence), comme une dizaine d'églises du diocèse.

## Histoire et description
Souché sur un coteau dominant la rivière du Lambon, autrefois couvert de vignoble, s'appelait Villa Cobcheium, puis Scupchiacus et Subchiacum en 1080, ce qui donne au XIIIe siècle en traduction française Souchec puis Souché. La paroisse est mentionnée à la fin du Xe siècle. L'église a la particularité de ne pas être orientée, le chœur se trouvant au couchant. L'église basée sur des fondations romanes remontant au XIIe siècle présente une longue nef à quatre travées sans transept se poursuivant par un chœur néogothique à croisées d'ogives éclairé par une double baie de vitraux. Ceux-ci sont des ateliers Bousset de Poitiers et datent de la fin du XIXe siècle. Ils représentent à gauche saint Hilaire foulant l'hérésie au pied et à droite saint Maixent, en haut la Trinité. Les petits vitraux de la nef sont modernes et non historiés.
L'église est ravagée et ruinée par les protestants, et reconstruite partiellement au XVIIe siècle, puis agrandie au XVIIIe siècle ; mais les voûtes s'écroulent la nuit du jour de Pâques 1788 et elle est reconstruite, les travaux se terminant en avril 1789. Le clocher élevé en 1857 se dresse à l'angle sud-est. On remarque une statue (décapitée à la Révolution) de saint Maixent foulant au pied la fée Mélusine et placée dans une niche dont le dais est néogothique.
Le maître-autel n'a pas été détruit, comme dans nombre d'églises françaises dans les années 1970-1980. La statuaire de l'église est dans le goût sulpicien. Sa paramentique du XVIe siècle et nombre d'objets liturgiques sont aujourd'hui en dépôt au musée de Niort.